# Медаль «За строительство Байкало-Амурской магистрали»
Медаль «За строительство Байкало-Амурской магистрали» — государственная награда СССР.
Учреждена Указом Президиума Верховного Совета СССР от 8 октября 1976 года. Автор рисунка медали — художник Л. Н. Пешкова.

## Положение о медали
Медалью «За строительство Байкало-Амурской магистрали» награждаются активные участники строительства Байкало-Амурской железнодорожной магистрали, железнодорожной линии Бам — Тында — Беркакит, второго пути железнодорожной линии Тайшет — Лена, объектов производственной базы и жилищно-гражданского назначения за хорошую работу на строительстве, высококачественное выполнение проектно-изыскательских работ, добросовестный труд на предприятиях, в учреждениях и организациях, обслуживающих непосредственно строительство и строителей в период с июля 1974 по декабрь 1985 года.
Медалью, как правило, награждаются рабочие, инженерно-технические работники и служащие, проработавшие на строительстве и по его обслуживанию не менее трёх лет. Всего за девять лет медалью данного типа было награждено 170 тысяч строителей и железнодорожников, а также комсомольцев, которые трудились на благо развития БАМа.
Награждение медалью «За строительство Байкало-Амурской магистрали» производилось от имени Президиума Верховного Совета СССР Президиумом Верховного Совета РСФСР.
Ходатайства о награждении медалью «За строительство Байкало-Амурской магистрали» возбуждаются администрацией, партийными, профсоюзными и комсомольскими организациями предприятий, учреждений, организаций и направляются: на работников предприятий и организаций транспортного строительства и шефских строительных отрядов — в министерство транспортного строительства СССР, на работников предприятий, учреждений, организаций республиканского и местного подчинения — соответственно в исполнительный комитет Амурского, Иркутского, Читинского областного, Хабаровского краевого Совета народных депутатов, Президиум Верховного Совета Бурятской, Якутской АССР, которые после рассмотрения поступивших ходатайств входят с представлением о награждении медалью в Президиум Верховного Совета СССР.
Медаль «За строительство Байкало-Амурской магистрали» носится на левой стороне груди и располагается после медали «За освоение целинных земель».

## Описание медали
Медаль «За строительство Байкало-Амурской магистрали» изготовляется из латуни и имеет форму правильного круга диаметром 32 мм.
На лицевой стороне медали изображены в профиль лица строителей — женщины и мужчины на фоне сопок и железнодорожного состава, идущего по мосту через реку. Внизу, слева, надпись «За строительство Байкало-Амурской магистрали».
На оборотной стороне медали в обрамлении лавровых ветвей расположено изображение солнца и уходящего вдаль железнодорожного полотна, пересеченного лентой с надписью «БАМ». В верхней части медали помещено изображение серпа и молота.
Все надписи и изображения на медали выпуклые. Края медали окаймлены бортиком.
Медаль при помощи ушка и кольца соединяется с пятиугольной колодочкой, покрытой шёлковой муаровой лентой шириной 24 мм с тёмно-зелёными полосами по краям шириной 6 мм и тремя светло-жёлтыми продольными полосками посередине шириной 3 мм. Светло-жёлтые полосы разделены двумя продольными полосками серого цвета. Края ленты окантованы узкими светло-зелёными полосками.